# Aemulister hirsutus
Aemulister hirsutus är en skalbaggsart som först beskrevs av Helava in Helava et al. 1985.  Aemulister hirsutus ingår i släktet Aemulister och familjen stumpbaggar. Inga underarter finns listade i Catalogue of Life.